# Zerschlagen ist die alte Leier am Felsen, welcher Christus heißt

Hinweis auf [Bernhard] Martin Giese als Autor in der Allgemeinen Kirchenzeitung (1850)

Zerschlagen ist die alte Leier am Felsen, welcher Christus heißt! lauten die ersten beiden Zeilen eines Gedichtes, das auf den Pfarrer und „Märzrevolutionär“ Bernhard Martin Giese (1816–1873) zurückgeht. Es erschien zum ersten Mal am 25. Mai 1850 im konservativen Volksblatt für Stadt und Land zur Belehrung und Unterhaltung mit den Anfangszeilen Zerschlagen will ich meine Leier / Am Felsen, der da Christus heißt. Gieses Urheberschaft muss schon in den ersten Jahrzehnten nach seinem Tod vergessen worden sein.
Bekanntheit erlangte das Gedicht (allerdings in leicht veränderter Fassung) durch die vor allem in christlichen Kreisen und in christlicher Literatur aufgestellte Behauptung, Heinrich Heine (1797–1856) sei sein Autor und habe damit gegen Ende seines Lebens seine Bekehrung zu Christus dokumentiert. Diese Behauptung geht vermutlich auf einen Artikel zurück, der im November 1907 unter dem Titel „Heinrich Heine’s Testament“ in der Reformierten Kirchenzeitung erschienen war.
Während die einschlägige Forschung mit Verweisen auf Werkverzeichnisse und stilistische Untersuchungen eine Autorschaft Heines schon immer bestritten hatte, gelang es dem Potsdamer Religionswissenschaftler Nathanael Riemer im Jahr 2016, Bernhard Martin Giese als Autor zu identifizieren und damit die Behauptung, Heine sei der Verfasser des Gedichtes, endgültig zu widerlegen. Das Ergebnis seiner wissenschaftlichen Untersuchung erschien im Heine-Jahrbuch 2017.

## „Gedichte eines Wiedergefundenen“
In dem bereits erwähnten Volksblatt für Stadt und Land zur Belehrung und Unterhaltung, das im christlich-konservativen Verlag von Richard Mühlmann (Halle (Saale)) erschien, finden sich in verschiedenen Ausgaben des späten Frühjahrs 1850 vier „Gedichte eines Wiedergefundenen“. Das erste Gedicht in diesem Zyklus trägt den Titel „Dichterbeichte“, verfügt über fünf Strophen und beginnt mit den Zeilen „Zerschlagen will ich meine Leier / Am Felsen, der da Christus heißt“. Die drei weiteren Gedichte dieser Reihe sind mit „Passionsbuße“, „Gefängnißfreude“ und „Weihnachtslied eines Gefangenen“ überschrieben. Der Zyklus „Gedichte eines Wiedergefundenen“ wurde zwar im Volksblatt für Stadt und Land […] anonym veröffentlicht, jedoch alsbald in Nachdrucken und christlichen Hausbüchern für Bernhard Martin Giese als Autor belegt.

### Bernhard Martin Giese

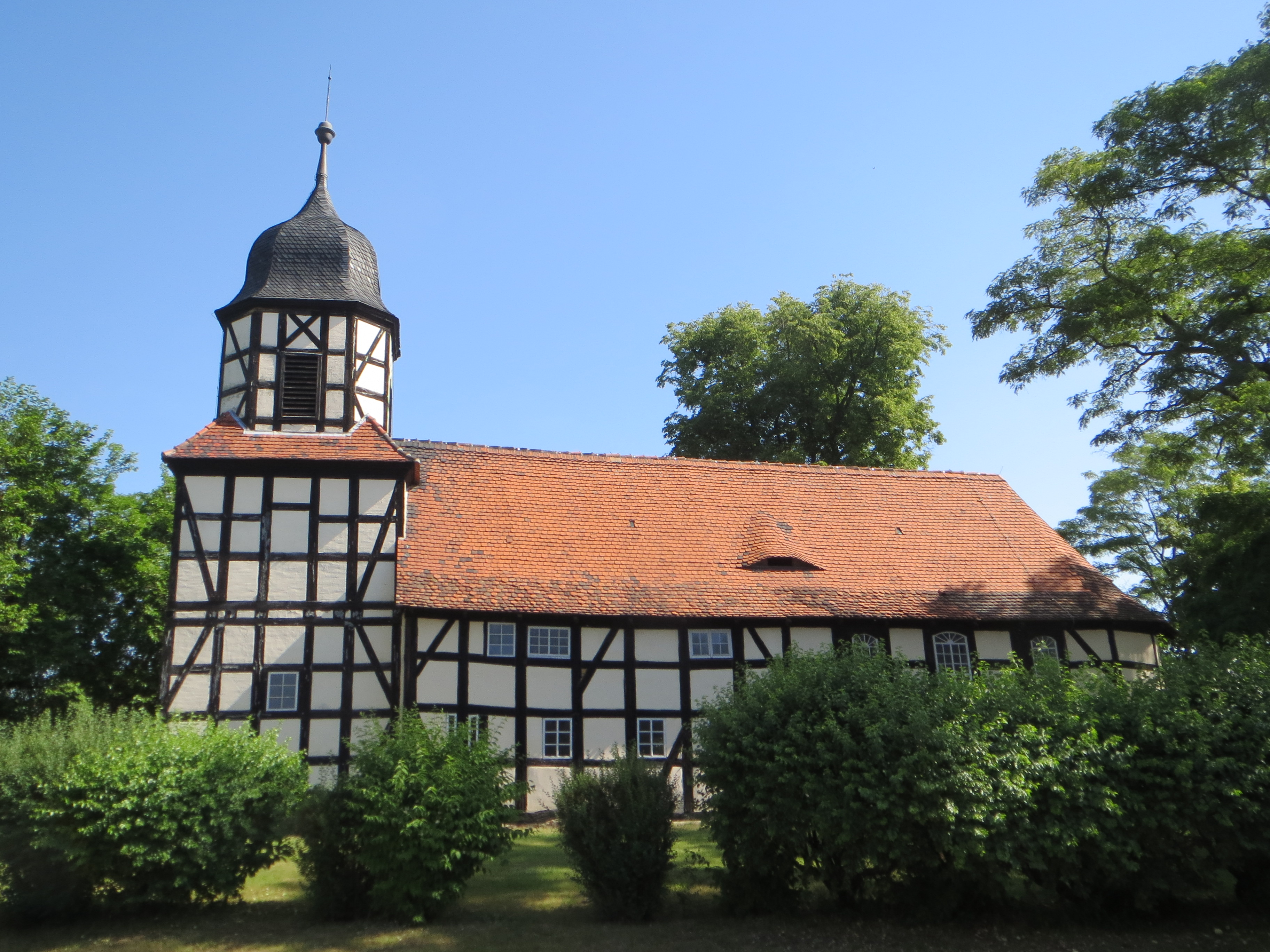
Dorfkirche Arnsnesta

B. M. Giese: Bekenntnisse eines Freigewordenen (1846)

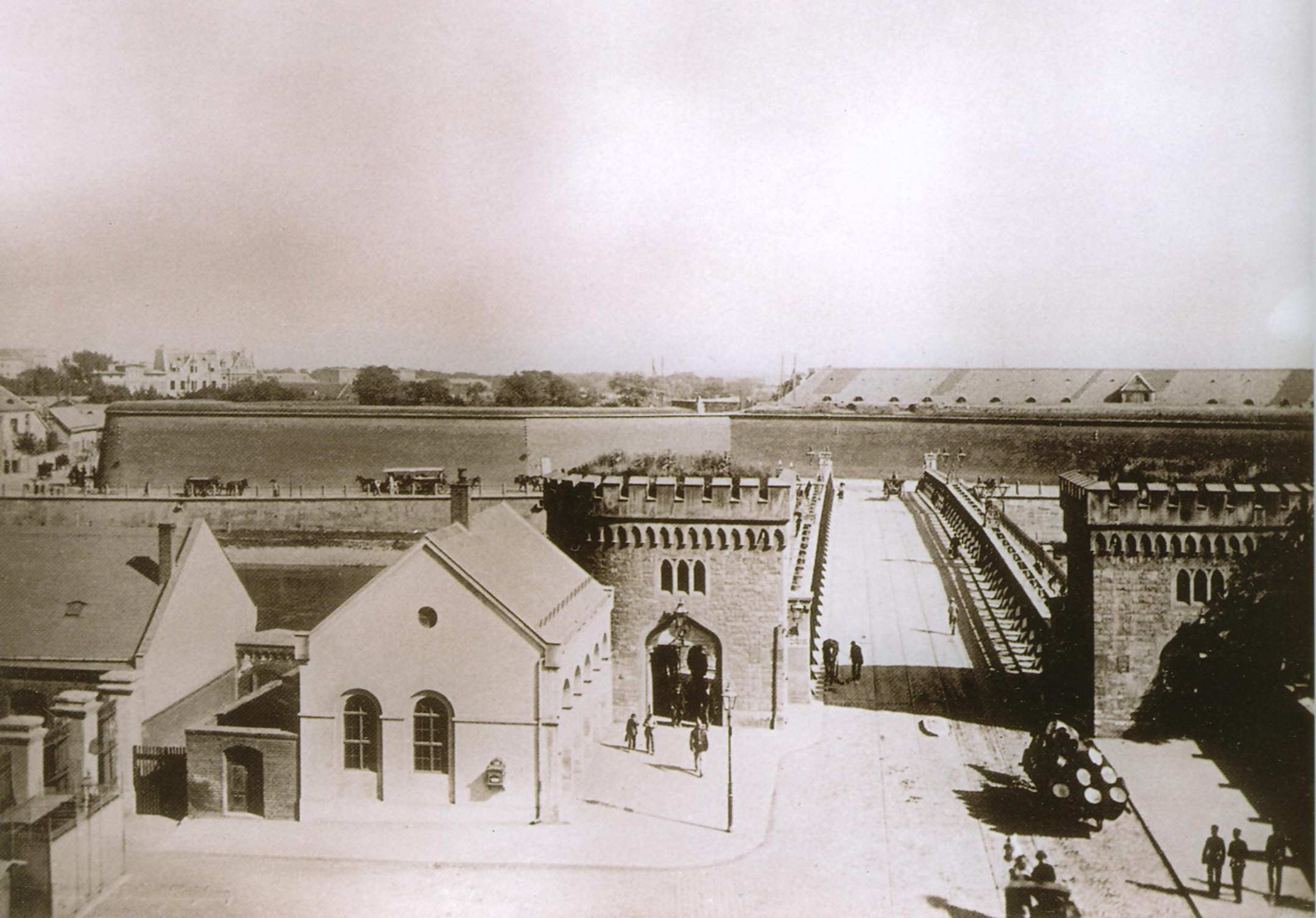
Magdeburger Zitadelle (um 1880)

Bernhard Martin Giese wurde am 8. September 1816 in Wittenberg als Sohn des Bürgermeisters Carl Gottfried Giese geboren. Er studierte Evangelische Theologie an den Universitäten in Wittenberg, Berlin und Halle. 1839 absolvierte er sein erstes Examen in Berlin und 1841 sein zweites in Magdeburg. Giese war zunächst Hilfsprediger in Wittenberg und anschließend Pfarrer an der Dorfkirche in Arnsnesta (heute Stadtteil der Stadt Herzberg). Dort entwickelte er sich vom ehemals „glühend eifrige[n] Pietist[en]“ zum radikalen Rationalisten. Er schloss sich dem Verein der Protestantischen Freunde (Lichtfreunde) an und veröffentlichte seine Bekenntnisse eines Freigewordenen […], die 1846 in Altenburg erschienen und noch im selben Jahr zur Amtsenthebung Gieses führten.
Giese verzog mit seiner Ehefrau und seinen beiden Kindern nach Halle und übernahm dort die Predigerstelle der neu gegründeten deutschkatholischen Freien vereinigten Gemeinde. Politisch verband er sich mit der demokratischen Bewegung der Märzrevolution, deren Ideen er vor allem durch selbstverfasste Gedichte und Lieder verbreitete. Sein Gedicht Sturmlied, das im November 1848 in der Halleschen demokratischen Zeitung erschien, führte dazu, dass er im Frühjahr 1849 wegen Majestätsbeleidigung und Anstiftung zum Aufruhr zu zweieinhalb (dreieinhalb?) Jahren Festungshaft verurteilt wurde.
Nach der Verurteilung trat Giese seine Haftzeit in der Magdeburger Zitadelle an. Schon in den ersten Monaten wandte er sich – wohl auch unter dem Einfluss seiner Ehefrau – von seinen rationalistischen und revolutionären Anschauungen ab und wurde Ende Juli 1850 aufgrund eines positiv beschiedenen Gnadengesuchs aus der Haft entlassen. Bedingung war, zwei Jahre lang das Staatsgebiet Preußens zu meiden und für zwei Jahre Johann Hinrich Wichern bei seiner missionarisch-diakonischen Arbeit im Rauhen Haus bei Hamburg zu assistieren. Noch vor Gieses Entlassung aus dem Gefängnis wurde der bereits erwähnte Zyklus Gedichte eines Wiedergefundenen veröffentlicht, darin enthalten die Dichterbeichte, die mit der Zeile Zerschlagen will ich meine Leier beginnt.
Giese konvertierte 1854 in Hamburg zur Römisch-katholischen Kirche und verzog noch im selben Jahr nach Münster, wo er sich als Privatmann niederließ. Ab 1858 war er Mitarbeiter der von Kaspar Franz Krabbe herausgegebenen Schrift Monatsblatt für katholisches Unterrichts- und Erziehungswesen. Er verstarb 1873 in Münster. David August Rosenthal widmete ihm in seinen Convertitenbildern aus dem 19. Jahrhundert ein Kapitel.

### Text
Folgende Tabelle stellt den Giese-Text von 1850 neben den von 1907, der fälschlicherweise Heinriche Heine zugeschrieben wurde. Auffälligster Unterschied ist das Fehlen der zweiten Strophe in der 1907 veröffentlichten Fassung. Ein weiterer bedeutsamer Unterschied zeigt der Vergleich der ersten beiden Strophen. Während in der Fassung von 1850 der Dichter als Akteur auftritt und das Zerschlagen seiner Leier ankündigt, geht die 1907 erschienene Fassung davon aus, dass die Leier bereits zerstört ist – ohne allerdings zu verraten, von wem. Auch in der letzten Strophe lässt sich eine massivere Veränderung erkennen. Weitere Unterschiede kann man als marginal bezeichnen. Einige bestehen im Wesentlichen aus sprachlichen Glättungen, andere können mit den Rechtschreibreformen von 1876 und 1901 erklärt werden.
Die Strophen 1 bis 4 bzw. 1–3 enden jeweils mit einer Demutsgeste vor Gott (zum Beispiel: „[…] ich knie nieder“) und der Bitte um Vergebung. In den Schlusszeilen der letzten Strophe wünscht sich der Dichter sowohl in der Fassung von 1850 als auch in der von 1907 die segnende Zuwendung Gottes sowie neue Lieder. Gemeinsam ist beiden Texten auch, dass der Verfasser des Gedichtes anonym bleibt, dennoch aber einen biographischen Hinweis gibt: Er stellt sich als Dichter vor, dessen Lieder bislang „zum Aufruhr, zu Abfall, Spott und Zweifel anstifteten.“
Die Textdifferenzen sind in der Tabelle gekennzeichnet. Orthographische Unterschiede bleiben davon ausgenommen.
| Strophe | Text 1850 (Autor: Bernhard Martin Giese) | Text 1907 (irrtümlich Heinrich Heine zugeschrieben) |
| ------- | --- | --- |
| 1       | Zerschlagen will ich meine Leier / am Felsen, der da Christus heißt, Die Leier, die zur bösen Feier / beweget ward vom bösen Geist, Die Leier, die zum Aufruhr klang, / die Abfall, Spott und Zweifel sang! O Herr, o Herr, ich knie nieder, / vergieb, vergieb mir meine Lieder!                 | Zerschlagen ist die alte Leier / am Felsen, welcher Christus heißt! Die Leier, die zur bösen Feier / bewegt ward von dem bösen Geist, Die Leier, die zum Aufruhr klang, / die Zweifel, Spott und Abfall sang. O Herr, o Herr, ich kniee nieder, / vergib, vergib mir meine Lieder!  |
| 2       | In wahnberauschtem Thatendrange / hab ich manch Giftwort ausgestreuet; Die Drachensaat, nicht währt’ es lange! / zur Erndt’ wuchs sie, die mich reut. Erfüllt hat sich der alte Spruch: / Wer Wind sä’t erndtet Sturm genug O Herr, o Herr, ich knie nieder, / vergieb, vergieb mir meine Lieder! | Die zweite Strophe fehlt hier. |
| 3       | Der Kirche ist mit ihrem Glauben / manch Spottlied frevelhaft erschallt. Es sollte Zucht und Wahrheit rauben / durch weicher Töne Truggewalt. Der Freien Rotte triumphirt: / Ich hab ihr Manchen zugeführt. O Herr, schlag’ ich die Augen nieder; / Vergieb, vergieb mir meine Lieder!            | Der Kirche ist und ihrem Glauben / manch Spottlied frevelhaft erschallt; Es sollte Zucht und Ordnung rauben / durch weicher Töne Truggewalt. Die freie Rotte triumphieret! / Ich hab ihr manchen zugeführet. O Herr ich schlag die Augen nieder; / vergib, vergib mir meine Lieder! |
| 4       | Und als des Märzens Stürme kamen, / bis zum November trüb und wild, Da streut’ ich bittern Aufruhrsaamen, / in süße Lieder eingehüllt. So manches Herz hab ich betöhrt, / des ew’gen Lebens Glück zerstört, Gebeugten Hauptes ruf ich wieder: / O Herr, vergieb mir meine Lieder!                 | Und als des Märzens Stürme kamen / bis zum November trüb und wild, Da hab ich wilden Aufruhrsamen / in süße Lieder eingehüllt. So manches Herz hab ich betöret, / des ew’gen Lebens Glück zerstöret. Gebeugten Hauptes ruf ich wieder: / O Herr, vergib mir meine Lieder!           |
| 5       | Zerschlagen ist die alte Leier / am Felsen, der da Christus heißt, Doch Herr, gieb neues Dichterfeuer, / das Dich in edlen Weisen preist. Schenk’ eine Leier, rein und mild / mit heil’gem Friedensklang erfüllt! Ja, neige segnend dich hernieder / und gieb mir neue, neue Lieder!              | Zerschmettert ist die alte Leier / am Felsen, welcher Christus heißt! Die Leier, die zur bösen Feier / bewegt ward von dem bösen Geist. Ach schenk mir eine, neu und mild / von heil’gem Friedensklang erfüllt; O, neige segnend Dich hernieder / und gib mir neue, neue Lieder!    |

## Rezeptionsgeschichte

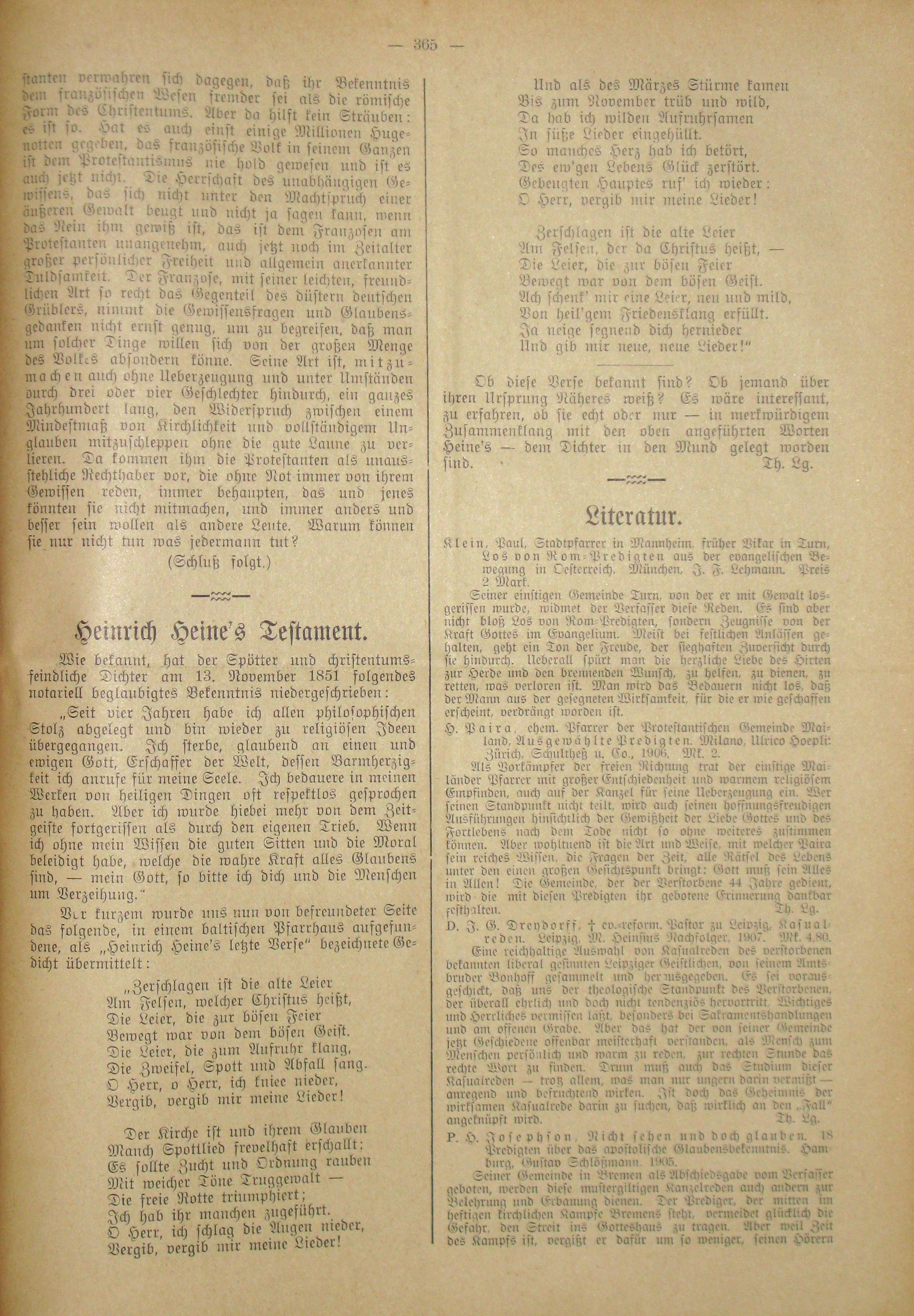
Heinrich Heines Testament (Reformierte Kirchenzeitung, November 1907)

Nach den bereits erwähnten Veröffentlichungen des Giese-Gedichtes in der Mitte des 19. Jahrhunderts machten vier Strophen des ursprünglich fünfstrophigen Gedichtes ab November 1907 erneut von sich reden – diesmal aber als „Heinrich Heine’s letzte Verse“. Theodor Lang (1870–1931), Herausgeber der Reformierten Kirchenzeitung, berichtete unter der Überschrift „Heinrich Heine’s Testament“ von einem spektakulären Fund, der in einem baltischen Pfarrhaus gemacht und ihm zugesandt worden sei. In einer Anmerkung zu seinem Fundbericht wies Lang darauf hin, dass eine Autorenschaft Heines keinesfalls gesichert sei: „Ob diese Verse bekannt sind? Ob jemand über ihren Ursprung Näheres weiß? Es wäre interessant zu erfahren, ob sie echt oder nur […] dem Dichter in den Mund gelegt worden sind.“
Für Gustav Karpeles (1848–1909), Schriftsteller, Literaturhistoriker und Heine-Kenner, war eine Autorenschaft Heines eindeutig zu verneinen. Auf die Anfrage eines „Heine-Verehrers“, der ihm den Artikel Theodor Langs zugesandt hatte, antwortete er: „Auch von diesem Gedicht braucht nicht erst gesagt zu werden, daß es unecht ist. Wie recht hatte doch Heine, als er in seinen Geständnissen davon sprach, wie protestantische Stimmen aus der Heimat in sehr indiskret gestellten Fragen die Vermutung ausdrückten, ob bei der Wiedergeburt seines religösen Gefühls auch der Sinn für das Kirchliche in ihm stärker geworden sei.“
In den folgenden Jahrzehnten geriet das (von wem auch immer) überarbeitete Giese-Gedicht in Vergessenheit. Erst 1956, im Heine-Jubiläumsjahr, begann eine weitere „Rezeptionsphase, die bis zur Gegenwart andauert.“ Pastor Wilhelm Reinhold Brauer, Direktor der Berliner Stadtmission, sprach vor seinen Mitarbeitern am 9. März des genannten Jahres zum Thema Heinrich Heines Heimkehr zu Gott. Der Vortrag wurde aufgrund größerer Nachfrage als Broschüre veröffentlicht. Das Traktat, dem als Motto Sätze des evangelischen Theologen und Antisemiten Adolf Stöcker (1835–1909) vorangestellt sind, enthält im Anhang den Giese-Text in der Fassung von 1907. Unter der Überschrift „Ein bemerkenswertes Gedicht“ heißt es einleitend: „Das nachfolgende Gedicht wird von mancher Seite Heinrich Heine zugeschrieben. Es soll in seinem Nachlaß, der in seiner ganzen Fülle allerdings noch ungeordnet ist, vorkommen. Klar erwiesen ist es bis zur Stunde allerdings noch nicht. Der ganze Ton, in dem das Gedicht gehalten ist, paßt aber durchaus in seine letzten Gedichte. Wir geben darum – mit Vorbehalt – dies anonyme Gedicht weiter.“
Während Brauer den Text noch mit einem ausdrücklichen Vorbehalt als Heine-Gedicht veröffentlichte, ging Abraham Meister (1901–1990), Wuppertaler Bibelschullehrer und theologischer Schriftsteller, einen Schritt weiter. In einem 1973 erschienenen Aufsatz publizierte Meister das Giese-Gedicht und unterschrieb es mit den Worten: „Gedichtet von Heinrich Heine am Ende seines Lebens“. Zahlreiche christliche Broschüren und Bücher multiplizierten in der Folgezeit diese damals unbelegte und inzwischen falsifizierte Behauptung. Herausgeber bzw. Verfasser dieser Schriften waren unter anderem Evangelische Gesellschaft für Deutschland / Neukirchener Mission, West-Europa-Mission Wetzlar, Oberkirchenrat und Probst Peter Klaus Godzik, Irmgard Holup-Feldhoff, Alexander Seibel, und Wim Malgo. Gegenwärtig sind es vor allem christliche Internetseiten, die mittels des Gedichtes die Falschmeldung von Heines Christusbekehrung verbreiten. Eine kleine Auswahl von Beispielen dafür sind die Seiten des Kirchspiels Tanna, des Bibelpoints, sowie der Evangelischen Kirchengemeinde Öschelbronn; die Website Gottesbotschaft.de hat diese Zuschreibung entfernt. Eine Ausnahme unter den christlichen Heine-Zuschreibungen des Gedichtes fand sich 1987 in der schweizerischen Zeitschrift factum, dem – so der Untertitel – Christlichen Wissensmagazin über Glaube, Mensch und Naturwissenschaften. Der römisch-katholische Theologe Peter Walter, der sich dort mit der „Religionskritik und Altersreligiosität bei Heinrich Heine“ befasste und in diesem Zusammenhang auch das Heinrich Heine zugeschriebene Gedicht untersuchte, wies die Autorschaft Heines entschieden zurück und beklagte sich „über die Indienstnahme Heines für eine christliche Mission“.
Aufgrund der erwähnten und anderer Veröffentlichungen sahen sich Heine-Kenner hin und wieder mit Anfragen hinsichtlich der Autorschaft des Giese-Gedichtes konfrontiert. Der Herausgeber der Mitteilungen der Heinrich-Heine-Gesellschaft Düsseldorf etwa antwortete 1973 auf solch eine schriftliche Anfrage: „Zu den unausrottbaren Heine-Mystifikationen gehören offensichtlich die viermal 8 Zeilen, deren erste Zerschlagen ist die alte Leier / Am Felsen, welcher Christus heißt! lauten. Mit konstanter Regelmäßigkeit werden sie ausgegraben und als Heine-Gedicht publiziert […]. Dabei handelt es sich bei diesem Gedicht, welches schon Jahrzehnte, wenn nicht ein Jahrhundert alt ist, um einen reichlich plumpen Versuch, die Modifikation der Einstellung Heines zu gewissen Glaubensfragen im Alter und während seiner Krankheit in eine primitive Beichte und einen Kniefall vor der Kirche und Gott umzumünzen. Das Gedicht ist in der Thematik und Diktion so unheinisch wie nur möglich und mit absoluter Sicherheit keine Schöpfung des Dichters.“
Während diese und andere Antworten in erster Linie auf Vermutungen beruhten, gelang dem Potsdamer Religionswissenschaftler Nathanael Riemer 2017 zum ersten Mal der eindeutige Nachweis, dass Bernhard Martin Giese Verfasser des hier behandelten Gedichtes ist. Ihm war vor vielen Jahren „ein christliches Missionstraktat mit dem Titel Ein Spötter widerruft“ in die Hände gefallen. Neben verschiedenen Auszügen aus Heine-Werken enthielt es auch das Gedicht Zerschlagen ist die alte Leier, das dort mit folgenden Worten eingeleitet wird: „Unter den Gedichten aus Heines Nachlass befindet sich ein letzter erschütternder Widerruf eines ganzen ungläubigen Dichtertums […]. Dieser Widerruf als ein letztes reumütiges Bekenntnis des Dichters sollte nicht in Vergessenheit geraten.“ Das Missionstraktat war für Riemer der Anlass, umfangreichere Nachforschungen zu unternehmen. Ihre Ergebnisse fasste er unter der Überschrift zusammen: »Zerschlagen ist die alte Leier am Felsen, welcher Christus heißt!« Wie das Bußgedicht des Märzrevolutionärs Bernhard Martin Giese zum Beweis einer gewünschten »Bekehrung« Heinrich Heines avancierte.